# Serie A 2005-2006
La Serie A 2005-2006 è stata la 104ª edizione della massima serie del campionato italiano di calcio (la 74ª a girone unico), disputata tra il 27 agosto 2005 e il 14 maggio 2006.
Alla conclusione del torneo, la classifica emersa dal campo conobbe un sostanziale mutamento ascrivibile all'esito del processo di Calciopoli: le indagini circa lo scandalo – concernente accordi illeciti compiuti tra dirigenti sportivi ed esponenti della classe arbitrale al fine di alterare i risultati delle gare – furono avviate con la stagione ancora in svolgimento, mentre il pronunciamento della giustizia sportiva in merito giunse nel luglio 2006. La vittoria del titolo fu assegnata all'Inter, stante il declassamento in Serie B della Juventus e la penalizzazione del Milan; ulteriori provvedimenti in tal senso riguardarono Fiorentina e Lazio.
Capocannoniere del torneo è stato Luca Toni (Fiorentina) con 31 reti.

## Stagione

### Novità
Le principali innovazioni sul piano regolamentare corrisposero all'abolizione dello spareggio – con la classifica avulsa, seguita in subordine da differenza reti e numero di gol segnati, divenuta il parametro atto a risolvere situazioni di parità in graduatoria – e alla ripresa degli incontri sospesi dall'effettivo minuto di interruzione, nonché alla possibilità di utilizzare erba sintetica sui campi da gioco: quest'ultima novità fu riconducibile a progetti varati nella primavera 2005.
Sotto il profilo dell'organico, la massima divisione riaccolse l'Empoli dopo un campionato di assenza; le inadempienze economiche del Torino – rifondato grazie al lodo Petrucci – e il coinvolgimento del Genoa in una combine negarono a granata e liguri, promossi sul campo, la partecipazione al campionato: con i rossoblù declassati in terza serie dalla giustizia sportiva, venne deliberato il ripescaggio in A di Ascoli (assente dal campionato 1991-92) e Treviso (al debutto assoluto).

### Calciomercato

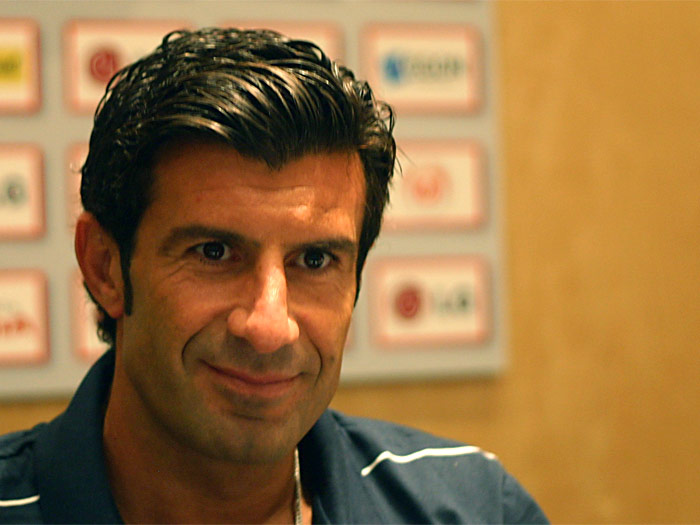
Il portoghese Luís Figo è uno dei volti nuovi dell', terza a fine campionato ma scudettata in seguito alle sentenze su Calciopoli.

La Juventus campione uscente ricevette in prestito gratuito dal Milan il portiere Abbiati, come forma di risarcimento per sopperire alla prolungata assenza di Buffon seriamente infortunatosi durante il Trofeo Berlusconi con gli stessi meneghini; a vestirsi di bianconero furono poi il promettente difensore e futura bandiera Chiellini, l'affermato centrocampista Vieira e l'attaccante Mutu. Il Milan puntò invece sugli attaccanti Gilardino e Vieri, sull'estremo difensore Kalac e sul terzino Jankulovski.
L'Inter, fresca di vittoria in Coppa Italia e Supercoppa italiana, affidò le chiavi della porta a Júlio César, con Samuel e Womé a rinforzare la difesa; a centrocampo giunsero invece il fuoriclasse portoghese Luís Figo assieme a Solari e Pizarro. Le romane cambiarono conduzione tecnica, con Luciano Spalletti nuovo allenatore dei giallorossi e Delio Rossi sulla panchina laziale: i primi tesserarono Kuffour, Bovo e Taddei, con i secondi a scommettere invece su Mudingayi e Tare. Degno di nota anche il mercato della Fiorentina, con Cesare Prandelli chiamato in panchina e Toni nuovo centravanti viola.

### Avvenimenti

#### Girone di andata
Il tradizionale asse Milano-Torino catalizzò i pronostici, con gli inciampi in trasferta delle meneghine a favorire l'immediata fuga della Juventus: con un solo punto racimolato dai rossoneri tra Ascoli e Genova, l'Inter crollava invece a Palermo e nello scontro diretto in Piemonte. L'incolore partenza di marca capitolina spianò la strada all'ascesa della rivelazione Fiorentina, mentre al pari di rosanero e blucerchiati l'Udinese pagava dazio alle fatiche europee. La frenata nella quale il 29 ottobre 2005 incorse la capolista – dopo aver viaggiato fin lì a punteggio pieno – per mano degli uomini di Ancelotti illuse brevemente questi, rallentati dai knock-out coi succitati viola e nel derby della Madonnina.
Circa le vicende in coda, Empoli e Parma rientrarono in un quadro-salvezza dai confini idealmente sovrapponibili col meridione: minore l'assillo per Ascoli e Siena, con la zona UEFA ad accogliere (inversamente a quanto formulato nelle aspettative della viglia) scaligeri e labronici. Posizione finale per la matricola trevigiana, cui la tardiva ammissione al campionato obbligò a un frettoloso assemblaggio dell'organico.
Divenuta assegnataria anzitempo del simbolico riconoscimento invernale, la Vecchia Signora – con rispettivi margini di 10 punti sui nerazzurri e 12 su rossoneri e gigliati – mise a referto 52 punti sui 57 disponibili nella tornata iniziale.

#### Girone di ritorno

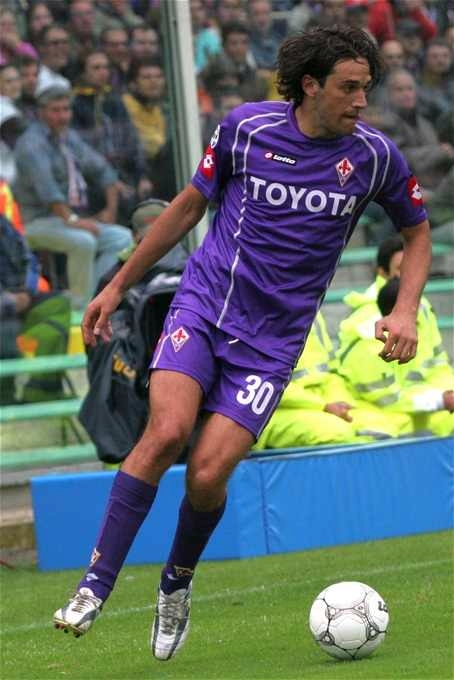
Luca Toni della emerge come capocannoniere del campionato con 31 gol, che gli valgono inoltre la Scarpa d'oro (primo italiano) quale miglior marcatore d'Europa.

Un nulla di fatto riportato a Verona dai campioni uscenti limò a +8 il margine sull'Inter, le cui speranze in chiave-scudetto si accesero per qualche domenica: l'ultimo infrasettimanale rimodulava in 9 punti il gap, prima che gli uomini di Fabio Capello ponessero una decisa ipoteca sul tricolore espugnando San Siro il 12 febbraio 2006. Nel ruolo d'inseguitrice si sostituì quindi l'altra milanese, confinando gradualmente la Beneamata – contro cui ebbe termine la serie di 11 affermazioni in fila che riportava la Roma a tiro della quarta posizione – al terzo posto solitario: una fragorosa caduta, che pure non inficiò il mantenimento della categoria, attanagliava invece la Sampdoria.
Lasciatasi addietro la rivale con un pareggio a Torino il 12 marzo, i sabaudi vissero un appannamento primaverile: da menzionare in tal senso uno 0-0 contro il Treviso, congedatosi dalla massima divisione già in aprile e accompagnato da un Lecce cui risultò fatale proprio l'incrocio coi veneti. Il baratro della retrocessione inghiottì poi il Messina, costretto ad alzare bandiera bianca il 30 aprile dopo un derby dello Stretto favorevole agli amaranto: alla salvezza addivenivano infatti le restanti componenti della metà destra di graduatoria tra cui annoverare un Cagliari sospinto dall'abilità realizzativa di Suazo.
Empoli e ducali ponevano rimedio alla stentata fase d'andata con un discreto punteggio nel ritorno, mentre i giallorossi fallivano nel sottrarre ai viola l'ultimo piazzamento per i turni scrematori di Champions League ripiegando su una Coppa UEFA cui accedevano anche i concittadini laziali e il sempre vivace Chievo: una manciata di punti beffò il Livorno in favore dei palermitani nella rincorsa all'Intertoto, coi nerazzurri stabili sul gradino più basso del podio.
La volata per il titolo si decise solamente all'ultima gara, quando i piemontesi celebrarono sul neutro di Bari la riuscita difesa del titolo – col +3 in classifica sul Diavolo registrato a 270' dalla conclusione e permasto tale da quel momento – coi verdetti posti tuttavia sub iudice per l'emergere dello scandalo.

Le sentenze di secondo grado del processo – la cui imminenza aveva comportato un ritardo nell'iscrizione dei club italiani alle competizioni confederali per via della rinuncia da parte della FIGC all'Intertoto – determinarono, tra l'altro, il declassamento della Juventus in Serie B col formale piazzamento all'ultimo posto: la detrazione di 30 punti dalla classifica del torneo 2005-06 (nonché ulteriori penalità facenti riferimento alla successiva edizione) venne poi comminata a Milan, Fiorentina e Lazio. I peloritani scamparono dunque alla Serie B figurando quartultimi per la condanna bianconera, con la Reggina destinataria di un handicap circoscritto all'annata 2006-07.
I succitati stravolgimenti comportarono l'ingresso di Inter e Roma nel tabellone principale della massima competizione europea, con rossoneri e clivensi iscritti pertanto alla fase preliminare: al palcoscenico minore furono dunque ammessi rosanero, amaranto e crociati.
Sulla base di quanto disposto dall'articolo 49 delle Norme Organizzative Interne Federali – il cui contenuto è relativo all'assegnazione di titoli sportivi nell'eventualità di provvedimenti che riscrivano le classifiche – il 26 luglio 2006 un comitato ad hoc nominato da Guido Rossi, commissario straordinario della FIGC, deliberò la consegna dello Scudetto alla squadra nerazzurra poiché risultata prima in classifica tenuto conto dei provvedimenti.

## Squadre partecipanti
| Club       | Stagione | Città           | Stadio                                                        | Stagione precedente                   |
| ---------- | -------- | --------------- | ------------------------------------------------------------- | ------------------------------------- |
| Ascoli     | dettagli | Ascoli Piceno   | Stadio Cino e Lillo Del Duca                                  | 5º posto in Serie B, promosso         |
| Cagliari   | dettagli | Cagliari        | Stadio Sant'Elia                                              | 12º posto in Serie A                  |
| Chievo     | dettagli | Verona          | Stadio Marcantonio Bentegodi                                  | 15º posto in Serie A                  |
| Empoli     | dettagli | Empoli          | Stadio Carlo Castellani                                       | 1º posto in Serie B, promosso         |
| Fiorentina | dettagli | Firenze         | Stadio Artemio Franchi                                        | 16º posto in Serie A                  |
| Inter      | dettagli | Milano          | Stadio Giuseppe Meazza                                        | 3º posto in Serie A                   |
| Juventus   | dettagli | Torino          | Stadio delle Alpi                                             | 1º posto in Serie A (titolo revocato) |
| Lazio      | dettagli | Roma            | Stadio Olimpico di Roma                                       | 13º posto in Serie A                  |
| Lecce      | dettagli | Lecce           | Stadio Via del mare                                           | 11º posto in Serie A                  |
| Livorno    | dettagli | Livorno         | Stadio Armando Picchi                                         | 9º posto in Serie A                   |
| Messina    | dettagli | Messina         | Stadio San Filippo                                            | 7º posto in Serie A                   |
| Milan      | dettagli | Milano          | Stadio Giuseppe Meazza                                        | 2º posto in Serie A                   |
| Palermo    | dettagli | Palermo         | Stadio Renzo Barbera                                          | 6º posto in Serie A                   |
| Parma      | dettagli | Parma           | Stadio Ennio Tardini                                          | 17º posto in Serie A                  |
| Reggina    | dettagli | Reggio Calabria | Stadio Oreste Granillo                                        | 10º posto in Serie A                  |
| Roma       | dettagli | Roma            | Stadio Olimpico di Roma                                       | 8º posto in Serie A                   |
| Sampdoria  | dettagli | Genova          | Stadio Luigi Ferraris                                         | 5º posto in Serie A                   |
| Siena      | dettagli | Siena           | Stadio Artemio Franchi - Montepaschi Arena                    | 14º posto in Serie A                  |
| Treviso    | dettagli | Treviso         | Stadio Euganeo (Padova) (1ª-5ª) Stadio Omobono Tenni (6ª-38ª) | 4º posto in Serie B, promosso         |
| Udinese    | dettagli | Udine           | Stadio Friuli                                                 | 4º posto in Serie A                   |

## Allenatori e primatisti
| Squadra    | Allenatore                                                                                  | Calciatore più presente                                       | Cannoniere (tra parentesi il numero delle reti segnate) |
| ---------- | ------------------------------------------------------------------------------------------- | ------------------------------------------------------------- | ------------------------------------------------------- |
| Ascoli     | Massimo Silva                                                                               | Ferdinando Coppola (38)                                       | Marco Ferrante (8)                                      |
| Cagliari   | Attilio Tesser (1ª) Daniele Arrigoni (2ª) Davide Ballardini (3ª-11ª) Nedo Sonetti (12ª-38ª) | Mauro Esposito (38)                                           | David Suazo (22)                                        |
| Chievo     | Giuseppe Pillon                                                                             | Amauri, Salvatore Lanna (37)                                  | Sergio Pellissier (13)                                  |
| Empoli     | Mario Somma (1ª-20ª) Luigi Cagni (21ª-38ª)                                                  | Sergio Bernardo Almirón, Antonio Buscè, Francesco Tavano (37) | Francesco Tavano (19)                                   |
| Fiorentina | Cesare Prandelli                                                                            | Stefano Fiore, Luca Toni (38)                                 | Luca Toni (31)                                          |
| Inter      | Roberto Mancini                                                                             | Iván Córdoba (35)                                             | Julio Ricardo Cruz (15)                                 |
| Juventus   | Fabio Capello                                                                               | Fabio Cannavaro (36)                                          | David Trezeguet (23)                                    |
| Lazio      | Delio Rossi                                                                                 | Tommaso Rocchi, Luciano Zauri (37)                            | Tommaso Rocchi (16)                                     |
| Lecce      | Angelo Gregucci (1ª-5ª) Silvio Baldini (6ª-21ª) Franco Paleari (22ª-38ª)                    | Mirko Vučinić (34)                                            | Mirko Vučinić (9)                                       |
| Livorno    | Roberto Donadoni (1ª-23ª) Carlo Mazzone (24ª-38ª)                                           | Marco Amelia, Cristiano Lucarelli (36)                        | Cristiano Lucarelli (19)                                |
| Messina    | Bortolo Mutti (1ª-31ª) Gian Piero Ventura (32ª-38ª)                                         | Arturo Di Napoli (37)                                         | Arturo Di Napoli (13)                                   |
| Milan      | Carlo Ancelotti                                                                             | Dida, Clarence Seedorf (36)                                   | Andrij Ševčenko (19)                                    |
| Palermo    | Luigi Delneri (1ª-22ª) Giuseppe Papadopulo (23ª-38ª)                                        | Simone Barone, Cristian Zaccardo (36)                         | Andrea Caracciolo (9)                                   |
| Parma      | Mario Beretta                                                                               | Fábio Simplício (37)                                          | Bernardo Corradi, Fábio Simplício (10)                  |
| Reggina    | Walter Mazzarri                                                                             | Francesco Modesto (37)                                        | Nicola Amoruso (11)                                     |
| Roma       | Luciano Spalletti                                                                           | Rodrigo Taddei (38)                                           | Francesco Totti (15)                                    |
| Sampdoria  | Walter Novellino                                                                            | Francesco Antonioli, Sergio Volpi, Cristian Zenoni (35)       | Francesco Flachi (11)                                   |
| Siena      | Luigi De Canio                                                                              | Enrico Chiesa (38)                                            | Erjon Bogdani, Enrico Chiesa (11)                       |
| Treviso    | Ezio Rossi (1ª-11ª) Alberto Cavasin (12ª-26ª) Diego Bortoluzzi (27ª-38ª)                    | Antonio Filippini (32)                                        | Marco Borriello, Reginaldo (5)                          |
| Udinese    | Serse Cosmi (1ª-24ª) Loris Dominissini (25ª-30ª) Giovanni Galeone (31ª-38ª)                 | Antonio Di Natale, Felipe (35)                                | Vincenzo Iaquinta (9)                                   |

## Classifica finale
|  | Pos. | Squadra          | Pt | G  | V  | N  | P  | GF | GS | DR  |
|  | ---- | ---------------- | -- | -- | -- | -- | -- | -- | -- | --- |
|  | 1.   | Inter            | 76 | 38 | 23 | 7  | 8  | 68 | 30 | +38 |
|  | 2.   | Roma             | 69 | 38 | 19 | 12 | 7  | 70 | 42 | +28 |
|  | 3.   | Milan (-30)      | 58 | 38 | 28 | 4  | 6  | 85 | 31 | +54 |
|  | 4.   | Chievo           | 54 | 38 | 13 | 15 | 10 | 54 | 49 | +5  |
|  | 5.   | Palermo          | 52 | 38 | 13 | 13 | 12 | 50 | 52 | −2  |
|  | 6.   | Livorno          | 49 | 38 | 12 | 13 | 13 | 37 | 44 | −7  |
|  | 7.   | Parma            | 45 | 38 | 12 | 9  | 17 | 46 | 60 | −14 |
|  | 8.   | Empoli           | 45 | 38 | 13 | 6  | 19 | 47 | 61 | −14 |
|  | 9.   | Fiorentina (-30) | 44 | 38 | 22 | 8  | 8  | 66 | 41 | +25 |
|  | 10.  | Ascoli           | 43 | 38 | 9  | 16 | 13 | 43 | 53 | −10 |
|  | 11.  | Udinese          | 43 | 38 | 11 | 10 | 17 | 40 | 54 | −14 |
|  | 12.  | Sampdoria        | 41 | 38 | 10 | 11 | 17 | 47 | 51 | −4  |
|  | 13.  | Reggina          | 41 | 38 | 11 | 8  | 19 | 39 | 65 | −26 |
|  | 14.  | Cagliari         | 39 | 38 | 8  | 15 | 15 | 42 | 55 | −13 |
|  | 15.  | Siena            | 39 | 38 | 9  | 12 | 17 | 42 | 60 | −18 |
|  | 16.  | Lazio (-30)      | 32 | 38 | 16 | 14 | 8  | 57 | 47 | +10 |
|  | 17.  | Messina          | 31 | 38 | 6  | 13 | 19 | 33 | 59 | −26 |
|  | 18.  | Lecce            | 29 | 38 | 7  | 8  | 23 | 30 | 57 | −27 |
|  | 19.  | Treviso          | 21 | 38 | 3  | 12 | 23 | 24 | 56 | −32 |
|  | 20.  | Juventus         | 91 | 38 | 27 | 10 | 1  | 71 | 24 | +47 |

Legenda:
      Campione d'Italia e ammessa alla fase a gironi della UEFA Champions League 2006-2007.
      Ammesse alla fase a gironi della UEFA Champions League 2006-2007.
      Ammesse al terzo turno di qualificazione della UEFA Champions League 2006-2007.
      Ammesse al primo turno di Coppa UEFA 2006-2007.
      Retrocesse in Serie B 2006-2007.
Regolamento:
Tre punti a vittoria, uno a pareggio, zero a sconfitta.
A parità di punti vengono prese in considerazione, nell'ordine: classifica avulsa, differenza reti negli scontri diretti, differenza reti generale, maggior numero di gol segnati.
Note:
Titolo di campione d'Italia assegnato a tavolino dalla Federcalcio all'Inter, a seguito delle sentenze sul caso Calciopoli.
Juventus retrocessa all'ultimo posto dalle sentenze relative al caso Calciopoli.
Il Milan, la Lazio e la Fiorentina hanno scontato 30 punti di penalizzazione a seguito delle sentenze su Calciopoli, con conseguente esclusione di Fiorentina e Lazio dalle coppe europee.
Il Messina è stato riammesso in Serie A 2006-2007 a seguito delle sentenze su Calciopoli.
A seguito delle sentenze su Calciopoli la Roma è stata ammessa in UEFA Champions League 2006-2007 e il Chievo ai preliminari, mentre il Palermo, il Livorno e il Parma sono stati ammessi in Coppa UEFA 2006-2007.

### Squadra campione
| Formazione tipo | Giocatori (presenze)      |
| --- | ------------------------- |
| Júlio César Zanetti Córdoba Samuel Favalli Figo Cambiasso Verón Stanković Martins Adriano | Júlio César (29)          |
| Júlio César Zanetti Córdoba Samuel Favalli Figo Cambiasso Verón Stanković Martins Adriano | Javier Zanetti (25)       |
| Júlio César Zanetti Córdoba Samuel Favalli Figo Cambiasso Verón Stanković Martins Adriano | Iván Córdoba (35)         |
| Júlio César Zanetti Córdoba Samuel Favalli Figo Cambiasso Verón Stanković Martins Adriano | Walter Samuel (27)        |
| Júlio César Zanetti Córdoba Samuel Favalli Figo Cambiasso Verón Stanković Martins Adriano | Giuseppe Favalli (23)     |
| Júlio César Zanetti Córdoba Samuel Favalli Figo Cambiasso Verón Stanković Martins Adriano | Luís Figo (34)            |
| Júlio César Zanetti Córdoba Samuel Favalli Figo Cambiasso Verón Stanković Martins Adriano | Esteban Cambiasso (34)    |
| Júlio César Zanetti Córdoba Samuel Favalli Figo Cambiasso Verón Stanković Martins Adriano | Juan Sebastián Verón (25) |
| Júlio César Zanetti Córdoba Samuel Favalli Figo Cambiasso Verón Stanković Martins Adriano | Dejan Stanković (23)      |
| Júlio César Zanetti Córdoba Samuel Favalli Figo Cambiasso Verón Stanković Martins Adriano | Obafemi Martins (28)      |
| Júlio César Zanetti Córdoba Samuel Favalli Figo Cambiasso Verón Stanković Martins Adriano | Adriano (30)              |
| Altri giocatori: Julio Cruz (31), David Pizarro (24), Marco Materazzi (22), Álvaro Recoba (20), Nicolás Burdisso (16), Kily González (16), Cristiano Zanetti (14), Santiago Solari (13), Pierre Womé (13), César (8), Francesco Toldo (8), Zé Maria (8), Siniša Mihajlović (5), Marco Andreolli (2), Ilario Aloe (1), Leonardo Bonucci (1), Domenico Germinale (1), Daniel Maa Boumsong (1), Paolo Orlandoni (1), Goran Slavkovski (1). |                           |

## Risultati

### Tabellone
|            | ASC  | CAG  | CHI  | EMP  | FIO  | INT  | JUV  | LAZ  | LEC  | LIV  | MES  | MIL  | PAL  | PAR  | REG  | ROM  | SAM  | SIE  | TRE  | UDI  |
| ---------- | ---- | ---- | ---- | ---- | ---- | ---- | ---- | ---- | ---- | ---- | ---- | ---- | ---- | ---- | ---- | ---- | ---- | ---- | ---- | ---- |
| Ascoli     | –––– | 2-2  | 2-2  | 3-1  | 0-2  | 1-2  | 1-3  | 1-4  | 2-0  | 0-0  | 1-0  | 1-1  | 1-1  | 3-1  | 1-1  | 3-2  | 2-1  | 1-1  | 1-0  | 1-1  |
| Cagliari   | 2-1  | –––– | 2-2  | 4-1  | 0-0  | 2-2  | 1-1  | 1-1  | 0-0  | 1-1  | 1-1  | 0-2  | 1-1  | 3-1  | 0-2  | 0-0  | 2-0  | 1-0  | 0-0  | 2-1  |
| Chievo     | 1-1  | 2-1  | –––– | 2-2  | 0-2  | 0-1  | 1-1  | 2-2  | 3-1  | 2-1  | 2-0  | 2-1  | 0-0  | 1-0  | 4-0  | 4-4  | 1-1  | 4-1  | 0-0  | 2-0  |
| Empoli     | 1-2  | 3-1  | 2-1  | –––– | 1-1  | 1-0  | 0-4  | 2-3  | 1-0  | 2-1  | 1-3  | 1-3  | 0-1  | 1-2  | 3-0  | 1-0  | 2-1  | 2-1  | 1-1  | 1-1  |
| Fiorentina | 3-1  | 2-1  | 2-1  | 2-1  | –––– | 2-1  | 1-2  | 1-2  | 1-0  | 3-2  | 2-0  | 3-1  | 1-0  | 4-1  | 5-2  | 1-1  | 2-1  | 2-1  | 1-0  | 4-2  |
| Inter      | 1-0  | 3-2  | 1-0  | 4-1  | 1-0  | –––– | 1-2  | 3-1  | 3-0  | 5-0  | 3-0  | 3-2  | 3-0  | 2-0  | 4-0  | 2-3  | 1-0  | 1-1  | 3-0  | 3-1  |
| Juventus   | 2-1  | 4-0  | 1-0  | 2-1  | 1-1  | 2-0  | –––– | 1-1  | 3-1  | 3-0  | 1-0  | 0-0  | 2-1  | 1-1  | 1-0  | 1-1  | 2-0  | 2-0  | 3-1  | 1-0  |
| Lazio      | 4-1  | 1-1  | 2-2  | 3-3  | 1-0  | 0-0  | 1-1  | –––– | 1-0  | 3-1  | 1-0  | 0-0  | 4-2  | 1-0  | 3-1  | 0-2  | 2-0  | 3-2  | 3-1  | 1-1  |
| Lecce      | 0-0  | 3-0  | 0-0  | 1-2  | 1-3  | 0-2  | 0-3  | 0-0  | –––– | 0-0  | 0-2  | 1-0  | 2-0  | 1-2  | 0-0  | 2-2  | 0-3  | 3-0  | 1-1  | 1-2  |
| Livorno    | 2-0  | 0-1  | 0-0  | 2-0  | 2-0  | 0-0  | 1-3  | 2-1  | 2-1  | –––– | 2-2  | 0-3  | 3-1  | 2-0  | 1-0  | 0-0  | 0-0  | 2-2  | 1-1  | 0-2  |
| Messina    | 1-1  | 1-0  | 2-0  | 0-3  | 2-2  | 1-2  | 2-2  | 1-1  | 2-1  | 0-0  | –––– | 1-3  | 0-0  | 0-1  | 1-1  | 0-2  | 1-4  | 0-0  | 3-1  | 1-1  |
| Milan      | 1-0  | 1-0  | 4-1  | 3-0  | 3-1  | 1-0  | 3-1  | 2-0  | 2-1  | 2-0  | 4-0  | –––– | 2-1  | 4-3  | 2-1  | 2-1  | 1-1  | 3-1  | 5-0  | 5-1  |
| Palermo    | 1-1  | 2-2  | 2-2  | 2-2  | 1-0  | 3-2  | 1-2  | 3-1  | 3-0  | 0-2  | 1-0  | 0-2  | –––– | 4-2  | 1-0  | 3-3  | 0-2  | 1-3  | 1-0  | 2-0  |
| Parma      | 0-0  | 1-0  | 2-1  | 1-0  | 2-4  | 1-0  | 1-2  | 1-1  | 2-0  | 2-1  | 1-1  | 2-3  | 1-1  | –––– | 4-0  | 0-3  | 1-1  | 1-1  | 1-1  | 1-2  |
| Reggina    | 2-0  | 3-1  | 1-3  | 0-2  | 1-1  | 0-4  | 0-2  | 1-0  | 2-0  | 1-1  | 3-0  | 1-4  | 2-2  | 2-1  | –––– | 0-3  | 2-1  | 1-1  | 1-2  | 2-0  |
| Roma       | 2-1  | 4-3  | 4-0  | 1-0  | 1-1  | 1-1  | 1-4  | 1-1  | 3-1  | 3-0  | 2-1  | 1-0  | 1-2  | 4-1  | 3-1  | –––– | 0-0  | 2-3  | 1-0  | 0-1  |
| Sampdoria  | 1-2  | 1-1  | 1-2  | 2-0  | 3-1  | 2-2  | 0-1  | 2-0  | 1-3  | 0-2  | 4-2  | 2-1  | 0-2  | 1-2  | 3-2  | 1-1  | –––– | 3-3  | 1-1  | 1-1  |
| Siena      | 1-1  | 2-1  | 0-1  | 1-0  | 0-2  | 0-0  | 0-3  | 2-3  | 1-2  | 0-0  | 4-2  | 0-3  | 1-2  | 2-2  | 0-0  | 0-2  | 1-0  | –––– | 1-0  | 2-3  |
| Treviso    | 2-2  | 1-2  | 1-2  | 1-2  | 1-3  | 0-1  | 0-0  | 0-1  | 2-1  | 0-1  | 0-0  | 0-2  | 2-2  | 0-1  | 0-1  | 0-1  | 0-2  | 0-1  | –––– | 2-1  |
| Udinese    | 1-1  | 2-0  | 1-1  | 1-0  | 0-0  | 0-1  | 0-1  | 3-0  | 1-2  | 0-2  | 1-0  | 0-4  | 0-0  | 2-0  | 1-2  | 1-4  | 2-0  | 1-2  | 2-2  | –––– |

### Calendario
L'inizio del campionato venne fissato al 27 agosto 2005, con la conclusione programmata al 14 maggio 2006. Le soste per impegni della Nazionale azzurra erano in calendario al 4 settembre, 9 ottobre e 13 novembre 2005: la pausa invernale riguardò invece le domeniche di Natale (25 dicembre 2005) e Capodanno (1º gennaio 2006). I turni infrasettimanali si tennero il 21 settembre, 26 ottobre, 21 dicembre 2005, 18 gennaio e 8 febbraio 2006.
Gli incontri del turno pasquale (16 aprile 2006) furono anticipati al venerdì e sabato santo, mentre la successiva giornata del 23 aprile 2006 conobbe lo spostamento in toto al pomeriggio di sabato 22.
| andata (1ª) | andata (1ª) | 1ª giornata          | ritorno (20ª) | ritorno (20ª) |
|             |             |                      |               |               |
| 28 ago.     | 1-1         | Ascoli-Milan         | 0-1           | 18 gen.       |
| 27 ago.     | 2-1         | Fiorentina-Sampdoria | 1-3           | 18 gen.       |
| 28 ago.     | 3-0         | Inter-Treviso        | 1-0           | 18 gen.       |
| 28 ago.     | 1-0         | Juventus-Chievo      | 1-1           | 18 gen.       |
| 28 ago.     | 1-0         | Lazio-Messina        | 1-1           | 18 gen.       |
| 27 ago.     | 2-1         | Livorno-Lecce        | 0-0           | 18 gen.       |
| 28 ago.     | 1-1         | Parma-Palermo        | 2-4           | 18 gen.       |
| 28 ago.     | 0-3         | Reggina-Roma         | 1-3           | 18 gen.       |
| 28 ago.     | 2-1         | Siena-Cagliari       | 0-1           | 18 gen.       |
| 28 ago.     | 1-0         | Udinese-Empoli       | 1-1           | 18 gen.       |

| andata (2ª) | andata (2ª) | 2ª giornata        | ritorno (21ª) | ritorno (21ª) |
|             |             |                    |               |               |
| 11 set.     | 1-1         | Cagliari-Lazio     | 1-1           | 22 gen.       |
| 11 set.     | 1-0         | Chievo-Parma       | 1-2           | 23 gen.       |
| 11 set.     | 0-4         | Empoli-Juventus    | 1-2           | 23 gen.       |
| 11 set.     | 0-0         | Lecce-Ascoli       | 0-2           | 23 gen.       |
| 11 set.     | 2-2         | Messina-Fiorentina | 0-2           | 23 gen.       |
| 10 set.     | 3-1         | Milan-Siena        | 3-0           | 23 gen.       |
| 10 set.     | 3-2         | Palermo-Inter      | 0-3           | 22 gen.       |
| 11 set.     | 0-1         | Roma-Udinese       | 4-1           | 23 gen.       |
| 11 set.     | 3-2         | Sampdoria-Reggina  | 1-2           | 23 gen.       |
| 11 set.     | 0-1         | Treviso-Livorno    | 1-1           | 23 gen.       |

| andata (1ª) | andata (1ª) | 1ª giornata          | ritorno (20ª) | ritorno (20ª) |
|             |             |                      |               |               |
| 28 ago.     | 1-1         | Ascoli-Milan         | 0-1           | 18 gen.       |
| 27 ago.     | 2-1         | Fiorentina-Sampdoria | 1-3           | 18 gen.       |
| 28 ago.     | 3-0         | Inter-Treviso        | 1-0           | 18 gen.       |
| 28 ago.     | 1-0         | Juventus-Chievo      | 1-1           | 18 gen.       |
| 28 ago.     | 1-0         | Lazio-Messina        | 1-1           | 18 gen.       |
| 27 ago.     | 2-1         | Livorno-Lecce        | 0-0           | 18 gen.       |
| 28 ago.     | 1-1         | Parma-Palermo        | 2-4           | 18 gen.       |
| 28 ago.     | 0-3         | Reggina-Roma         | 1-3           | 18 gen.       |
| 28 ago.     | 2-1         | Siena-Cagliari       | 0-1           | 18 gen.       |
| 28 ago.     | 1-0         | Udinese-Empoli       | 1-1           | 18 gen.       |

| andata (2ª) | andata (2ª) | 2ª giornata        | ritorno (21ª) | ritorno (21ª) |
|             |             |                    |               |               |
| 11 set.     | 1-1         | Cagliari-Lazio     | 1-1           | 22 gen.       |
| 11 set.     | 1-0         | Chievo-Parma       | 1-2           | 23 gen.       |
| 11 set.     | 0-4         | Empoli-Juventus    | 1-2           | 23 gen.       |
| 11 set.     | 0-0         | Lecce-Ascoli       | 0-2           | 23 gen.       |
| 11 set.     | 2-2         | Messina-Fiorentina | 0-2           | 23 gen.       |
| 10 set.     | 3-1         | Milan-Siena        | 3-0           | 23 gen.       |
| 10 set.     | 3-2         | Palermo-Inter      | 0-3           | 22 gen.       |
| 11 set.     | 0-1         | Roma-Udinese       | 4-1           | 23 gen.       |
| 11 set.     | 3-2         | Sampdoria-Reggina  | 1-2           | 23 gen.       |
| 11 set.     | 0-1         | Treviso-Livorno    | 1-1           | 23 gen.       |

| andata (3ª) | andata (3ª) | 3ª giornata        | ritorno (22ª) | ritorno (22ª) |
|             |             |                    |               |               |
| 18 set.     | 1-1         | Cagliari-Messina   | 0-1           | 29 gen.       |
| 18 set.     | 4-2         | Fiorentina-Udinese | 0-0           | 29 gen.       |
| 17 set.     | 3-0         | Inter-Lecce        | 2-0           | 29 gen.       |
| 18 set.     | 2-1         | Juventus-Ascoli    | 3-1           | 29 gen.       |
| 18 set.     | 3-1         | Lazio-Treviso      | 1-0           | 29 gen.       |
| 18 set.     | 0-0         | Livorno-Roma       | 0-3           | 29 gen.       |
| 17 set.     | 1-0         | Parma-Empoli       | 2-1           | 29 gen.       |
| 18 set.     | 1-3         | Reggina-Chievo     | 0-4           | 29 gen.       |
| 18 set.     | 2-1         | Sampdoria-Milan    | 1-1           | 28 gen.       |
| 18 set.     | 1-2         | Siena-Palermo      | 3-1           | 28 gen.       |

| andata (4ª) | andata (4ª) | 4ª giornata       | ritorno (23ª) | ritorno (23ª) |
|             |             |                   |               |               |
| 21 set.     | 1-1         | Ascoli-Siena      | 1-1           | 4 feb.        |
| 21 set.     | 0-1         | Chievo-Inter      | 0-1           | 5 feb.        |
| 21 set.     | 3-1         | Empoli-Cagliari   | 1-4           | 5 feb.        |
| 21 set.     | 1-3         | Lecce-Fiorentina  | 0-1           | 5 feb.        |
| 21 set.     | 0-0         | Messina-Livorno   | 2-2           | 5 feb.        |
| 21 set.     | 2-0         | Milan-Lazio       | 0-0           | 5 feb.        |
| 21 set.     | 1-0         | Palermo-Reggina   | 2-2           | 5 feb.        |
| 21 set.     | 4-1         | Roma-Parma        | 3-0           | 4 feb.        |
| 21 set.     | 0-2         | Treviso-Sampdoria | 1-1           | 5 feb.        |
| 21 set.     | 0-1         | Udinese-Juventus  | 0-1           | 5 feb.        |

| andata (3ª) | andata (3ª) | 3ª giornata        | ritorno (22ª) | ritorno (22ª) |
|             |             |                    |               |               |
| 18 set.     | 1-1         | Cagliari-Messina   | 0-1           | 29 gen.       |
| 18 set.     | 4-2         | Fiorentina-Udinese | 0-0           | 29 gen.       |
| 17 set.     | 3-0         | Inter-Lecce        | 2-0           | 29 gen.       |
| 18 set.     | 2-1         | Juventus-Ascoli    | 3-1           | 29 gen.       |
| 18 set.     | 3-1         | Lazio-Treviso      | 1-0           | 29 gen.       |
| 18 set.     | 0-0         | Livorno-Roma       | 0-3           | 29 gen.       |
| 17 set.     | 1-0         | Parma-Empoli       | 2-1           | 29 gen.       |
| 18 set.     | 1-3         | Reggina-Chievo     | 0-4           | 29 gen.       |
| 18 set.     | 2-1         | Sampdoria-Milan    | 1-1           | 28 gen.       |
| 18 set.     | 1-2         | Siena-Palermo      | 3-1           | 28 gen.       |

| andata (4ª) | andata (4ª) | 4ª giornata       | ritorno (23ª) | ritorno (23ª) |
|             |             |                   |               |               |
| 21 set.     | 1-1         | Ascoli-Siena      | 1-1           | 4 feb.        |
| 21 set.     | 0-1         | Chievo-Inter      | 0-1           | 5 feb.        |
| 21 set.     | 3-1         | Empoli-Cagliari   | 1-4           | 5 feb.        |
| 21 set.     | 1-3         | Lecce-Fiorentina  | 0-1           | 5 feb.        |
| 21 set.     | 0-0         | Messina-Livorno   | 2-2           | 5 feb.        |
| 21 set.     | 2-0         | Milan-Lazio       | 0-0           | 5 feb.        |
| 21 set.     | 1-0         | Palermo-Reggina   | 2-2           | 5 feb.        |
| 21 set.     | 4-1         | Roma-Parma        | 3-0           | 4 feb.        |
| 21 set.     | 0-2         | Treviso-Sampdoria | 1-1           | 5 feb.        |
| 21 set.     | 0-1         | Udinese-Juventus  | 0-1           | 5 feb.        |

| andata (5ª) | andata (5ª) | 5ª giornata      | ritorno (24ª) | ritorno (24ª) |
|             |             |                  |               |               |
| 25 set.     | 0-0         | Cagliari-Roma    | 3-4           | 8 feb.        |
| 25 set.     | 1-0         | Empoli-Lecce     | 2-1           | 8 feb.        |
| 25 set.     | 1-0         | Inter-Fiorentina | 1-2           | 8 feb.        |
| 25 set.     | 4-2         | Lazio-Palermo    | 1-3           | 8 feb.        |
| 25 set.     | 2-0         | Livorno-Ascoli   | 0-0           | 8 feb.        |
| 24 set.     | 1-2         | Parma-Juventus   | 1-1           | 8 feb.        |
| 24 set.     | 2-0         | Reggina-Udinese  | 2-1           | 8 feb.        |
| 25 set.     | 1-2         | Sampdoria-Chievo | 1-1           | 8 feb.        |
| 25 set.     | 4-2         | Siena-Messina    | 0-0           | 8 feb.        |
| 25 set.     | 0-2         | Treviso-Milan    | 0-5           | 8 feb.        |

| andata (6ª) | andata (6ª) | 6ª giornata        | ritorno (25ª) | ritorno (25ª) |
|             |             |                    |               |               |
| 2 ott.      | 3-1         | Ascoli-Parma       | 0-0           | 12 feb.       |
| 1° ott.     | 0-0         | Chievo-Treviso     | 2-1           | 11 feb.       |
| 2 ott.      | 3-2         | Fiorentina-Livorno | 0-2           | 12 feb.       |
| 2 ott.      | 2-0         | Juventus-Inter     | 2-1           | 12 feb.       |
| 2 ott.      | 3-0         | Lecce-Cagliari     | 0-0           | 12 feb.       |
| 2 ott.      | 1-4         | Messina-Sampdoria  | 2-4           | 12 feb.       |
| 2 ott.      | 2-1         | Milan-Reggina      | 4-1           | 12 feb.       |
| 2 ott.      | 2-2         | Palermo-Empoli     | 1-0           | 12 feb.       |
| 2 ott.      | 2-3         | Roma-Siena         | 2-0           | 12 feb.       |
| 1° ott.     | 3-0         | Udinese-Lazio      | 1-1           | 11 feb.       |

| andata (5ª) | andata (5ª) | 5ª giornata      | ritorno (24ª) | ritorno (24ª) |
|             |             |                  |               |               |
| 25 set.     | 0-0         | Cagliari-Roma    | 3-4           | 8 feb.        |
| 25 set.     | 1-0         | Empoli-Lecce     | 2-1           | 8 feb.        |
| 25 set.     | 1-0         | Inter-Fiorentina | 1-2           | 8 feb.        |
| 25 set.     | 4-2         | Lazio-Palermo    | 1-3           | 8 feb.        |
| 25 set.     | 2-0         | Livorno-Ascoli   | 0-0           | 8 feb.        |
| 24 set.     | 1-2         | Parma-Juventus   | 1-1           | 8 feb.        |
| 24 set.     | 2-0         | Reggina-Udinese  | 2-1           | 8 feb.        |
| 25 set.     | 1-2         | Sampdoria-Chievo | 1-1           | 8 feb.        |
| 25 set.     | 4-2         | Siena-Messina    | 0-0           | 8 feb.        |
| 25 set.     | 0-2         | Treviso-Milan    | 0-5           | 8 feb.        |

| andata (6ª) | andata (6ª) | 6ª giornata        | ritorno (25ª) | ritorno (25ª) |
|             |             |                    |               |               |
| 2 ott.      | 3-1         | Ascoli-Parma       | 0-0           | 12 feb.       |
| 1° ott.     | 0-0         | Chievo-Treviso     | 2-1           | 11 feb.       |
| 2 ott.      | 3-2         | Fiorentina-Livorno | 0-2           | 12 feb.       |
| 2 ott.      | 2-0         | Juventus-Inter     | 2-1           | 12 feb.       |
| 2 ott.      | 3-0         | Lecce-Cagliari     | 0-0           | 12 feb.       |
| 2 ott.      | 1-4         | Messina-Sampdoria  | 2-4           | 12 feb.       |
| 2 ott.      | 2-1         | Milan-Reggina      | 4-1           | 12 feb.       |
| 2 ott.      | 2-2         | Palermo-Empoli     | 1-0           | 12 feb.       |
| 2 ott.      | 2-3         | Roma-Siena         | 2-0           | 12 feb.       |
| 1° ott.     | 3-0         | Udinese-Lazio      | 1-1           | 11 feb.       |

| andata (7ª) | andata (7ª) | 7ª giornata      | ritorno (26ª) | ritorno (26ª) |
|             |             |                  |               |               |
| 16 ott.     | 2-1         | Ascoli-Sampdoria | 2-1           | 19 feb.       |
| 16 ott.     | 0-2         | Cagliari-Milan   | 0-1           | 18 feb.       |
| 16 ott.     | 1-0         | Empoli-Roma      | 0-1           | 19 feb.       |
| 16 ott.     | 5-0         | Inter-Livorno    | 0-0           | 18 feb.       |
| 15 ott.     | 1-0         | Juventus-Messina | 2-2           | 18 feb.       |
| 16 ott.     | 1-0         | Lazio-Fiorentina | 2-1           | 19 feb.       |
| 16 ott.     | 2-2         | Palermo-Chievo   | 0-0           | 19 feb.       |
| 16 ott.     | 1-1         | Parma-Treviso    | 1-0           | 19 feb.       |
| 16 ott.     | 2-0         | Reggina-Lecce    | 0-0           | 19 feb.       |
| 15 ott.     | 2-3         | Siena-Udinese    | 2-1           | 19 feb.       |

| andata (8ª) | andata (8ª) | 8ª giornata      | ritorno (27ª) | ritorno (27ª) |
|             |             |                  |               |               |
| 23 ott.     | 2-1         | Chievo-Cagliari  | 2-2           | 26 feb.       |
| 22 ott.     | 4-1         | Fiorentina-Parma | 4-2           | 25 feb.       |
| 23 ott.     | 0-3         | Lecce-Juventus   | 1-3           | 26 feb.       |
| 23 ott.     | 1-0         | Livorno-Reggina  | 1-1           | 25 feb.       |
| 22 ott.     | 1-1         | Messina-Ascoli   | 0-1           | 26 feb.       |
| 23 ott.     | 2-1         | Milan-Palermo    | 2-0           | 26 feb.       |
| 23 ott.     | 1-1         | Roma-Lazio       | 2-0           | 26 feb.       |
| 23 ott.     | 3-3         | Sampdoria-Siena  | 0-1           | 26 feb.       |
| 23 ott.     | 1-2         | Treviso-Empoli   | 1-1           | 26 feb.       |
| 23 ott.     | 0-1         | Udinese-Inter    | 1-3           | 26 feb.       |

| andata (7ª) | andata (7ª) | 7ª giornata      | ritorno (26ª) | ritorno (26ª) |
|             |             |                  |               |               |
| 16 ott.     | 2-1         | Ascoli-Sampdoria | 2-1           | 19 feb.       |
| 16 ott.     | 0-2         | Cagliari-Milan   | 0-1           | 18 feb.       |
| 16 ott.     | 1-0         | Empoli-Roma      | 0-1           | 19 feb.       |
| 16 ott.     | 5-0         | Inter-Livorno    | 0-0           | 18 feb.       |
| 15 ott.     | 1-0         | Juventus-Messina | 2-2           | 18 feb.       |
| 16 ott.     | 1-0         | Lazio-Fiorentina | 2-1           | 19 feb.       |
| 16 ott.     | 2-2         | Palermo-Chievo   | 0-0           | 19 feb.       |
| 16 ott.     | 1-1         | Parma-Treviso    | 1-0           | 19 feb.       |
| 16 ott.     | 2-0         | Reggina-Lecce    | 0-0           | 19 feb.       |
| 15 ott.     | 2-3         | Siena-Udinese    | 2-1           | 19 feb.       |

| andata (8ª) | andata (8ª) | 8ª giornata      | ritorno (27ª) | ritorno (27ª) |
|             |             |                  |               |               |
| 23 ott.     | 2-1         | Chievo-Cagliari  | 2-2           | 26 feb.       |
| 22 ott.     | 4-1         | Fiorentina-Parma | 4-2           | 25 feb.       |
| 23 ott.     | 0-3         | Lecce-Juventus   | 1-3           | 26 feb.       |
| 23 ott.     | 1-0         | Livorno-Reggina  | 1-1           | 25 feb.       |
| 22 ott.     | 1-1         | Messina-Ascoli   | 0-1           | 26 feb.       |
| 23 ott.     | 2-1         | Milan-Palermo    | 2-0           | 26 feb.       |
| 23 ott.     | 1-1         | Roma-Lazio       | 2-0           | 26 feb.       |
| 23 ott.     | 3-3         | Sampdoria-Siena  | 0-1           | 26 feb.       |
| 23 ott.     | 1-2         | Treviso-Empoli   | 1-1           | 26 feb.       |
| 23 ott.     | 0-1         | Udinese-Inter    | 1-3           | 26 feb.       |

| andata (9ª) | andata (9ª) | 9ª giornata        | ritorno (28ª) | ritorno (28ª) |
|             |             |                    |               |               |
| 26 ott.     | 1-1         | Ascoli-Udinese     | 1-1           | 5 mar.        |
| 26 ott.     | 1-1         | Cagliari-Livorno   | 1-0           | 5 mar.        |
| 26 ott.     | 1-3         | Empoli-Milan       | 0-3           | 4 mar.        |
| 26 ott.     | 2-3         | Inter-Roma         | 1-1           | 5 mar.        |
| 26 ott.     | 2-0         | Juventus-Sampdoria | 1-0           | 4 mar.        |
| 26 ott.     | 2-2         | Lazio-Chievo       | 2-2           | 5 mar.        |
| 26 ott.     | 3-0         | Palermo-Lecce      | 0-2           | 5 mar.        |
| 26 ott.     | 1-1         | Parma-Messina      | 1-0           | 5 mar.        |
| 26 ott.     | 1-2         | Reggina-Treviso    | 1-0           | 5 mar.        |
| 26 ott.     | 0-2         | Siena-Fiorentina   | 1-2           | 5 mar.        |

| andata (10ª) | andata (10ª) | 10ª giornata        | ritorno (29ª) | ritorno (29ª) |
|              |              |                     |               |               |
| 30 ott.      | 2-2          | Chievo-Empoli       | 1-2           | 12 mar.       |
| 30 ott.      | 2-1          | Fiorentina-Cagliari | 0-0           | 12 mar.       |
| 30 ott.      | 0-2          | Lecce-Messina       | 1-2           | 12 mar.       |
| 30 ott.      | 2-0          | Livorno-Parma       | 1-2           | 12 mar.       |
| 29 ott.      | 3-1          | Milan-Juventus      | 0-0           | 12 mar.       |
| 30 ott.      | 1-0          | Reggina-Lazio       | 1-3           | 12 mar.       |
| 30 ott.      | 2-1          | Roma-Ascoli         | 2-3           | 12 mar.       |
| 29 ott.      | 2-2          | Sampdoria-Inter     | 0-1           | 11 mar.       |
| 30 ott.      | 0-1          | Treviso-Siena       | 0-1           | 11 mar.       |
| 30 ott.      | 0-0          | Udinese-Palermo     | 0-2           | 12 mar.       |

| andata (9ª) | andata (9ª) | 9ª giornata        | ritorno (28ª) | ritorno (28ª) |
|             |             |                    |               |               |
| 26 ott.     | 1-1         | Ascoli-Udinese     | 1-1           | 5 mar.        |
| 26 ott.     | 1-1         | Cagliari-Livorno   | 1-0           | 5 mar.        |
| 26 ott.     | 1-3         | Empoli-Milan       | 0-3           | 4 mar.        |
| 26 ott.     | 2-3         | Inter-Roma         | 1-1           | 5 mar.        |
| 26 ott.     | 2-0         | Juventus-Sampdoria | 1-0           | 4 mar.        |
| 26 ott.     | 2-2         | Lazio-Chievo       | 2-2           | 5 mar.        |
| 26 ott.     | 3-0         | Palermo-Lecce      | 0-2           | 5 mar.        |
| 26 ott.     | 1-1         | Parma-Messina      | 1-0           | 5 mar.        |
| 26 ott.     | 1-2         | Reggina-Treviso    | 1-0           | 5 mar.        |
| 26 ott.     | 0-2         | Siena-Fiorentina   | 1-2           | 5 mar.        |

| andata (10ª) | andata (10ª) | 10ª giornata        | ritorno (29ª) | ritorno (29ª) |
|              |              |                     |               |               |
| 30 ott.      | 2-2          | Chievo-Empoli       | 1-2           | 12 mar.       |
| 30 ott.      | 2-1          | Fiorentina-Cagliari | 0-0           | 12 mar.       |
| 30 ott.      | 0-2          | Lecce-Messina       | 1-2           | 12 mar.       |
| 30 ott.      | 2-0          | Livorno-Parma       | 1-2           | 12 mar.       |
| 29 ott.      | 3-1          | Milan-Juventus      | 0-0           | 12 mar.       |
| 30 ott.      | 1-0          | Reggina-Lazio       | 1-3           | 12 mar.       |
| 30 ott.      | 2-1          | Roma-Ascoli         | 2-3           | 12 mar.       |
| 29 ott.      | 2-2          | Sampdoria-Inter     | 0-1           | 11 mar.       |
| 30 ott.      | 0-1          | Treviso-Siena       | 0-1           | 11 mar.       |
| 30 ott.      | 0-0          | Udinese-Palermo     | 0-2           | 12 mar.       |

| andata (11ª) | andata (11ª) | 11ª giornata      | ritorno (30ª) | ritorno (30ª) |
|              |              |                   |               |               |
| 6 nov.       | 0-2          | Ascoli-Fiorentina | 1-3           | 19 mar.       |
| 6 nov.       | 0-0          | Cagliari-Treviso  | 2-1           | 18 mar.       |
| 5 nov.       | 3-0          | Empoli-Reggina    | 2-0           | 19 mar.       |
| 6 nov.       | 3-0          | Juventus-Livorno  | 3-1           | 18 mar.       |
| 5 nov.       | 0-0          | Lazio-Inter       | 1-3           | 19 mar.       |
| 6 nov.       | 0-2          | Messina-Roma      | 1-2           | 19 mar.       |
| 6 nov.       | 5-1          | Milan-Udinese     | 4-0           | 19 mar.       |
| 6 nov.       | 2-0          | Parma-Lecce       | 2-1           | 19 mar.       |
| 6 nov.       | 0-2          | Palermo-Sampdoria | 2-0           | 19 mar.       |
| 6 nov.       | 0-1          | Siena-Chievo      | 1-4           | 19 mar.       |

| andata (12ª) | andata (12ª) | 12ª giornata     | ritorno (31ª) | ritorno (31ª) |
|              |              |                  |               |               |
| 20 nov.      | 1-1          | Chievo-Ascoli    | 2-2           | 26 mar.       |
| 20 nov.      | 3-1          | Fiorentina-Milan | 1-3           | 25 mar.       |
| 20 nov.      | 2-0          | Inter-Parma      | 0-1           | 25 mar.       |
| 20 nov.      | 3-0          | Lecce-Siena      | 2-1           | 26 mar.       |
| 20 nov.      | 2-0          | Livorno-Empoli   | 1-2           | 26 mar.       |
| 20 nov.      | 3-1          | Reggina-Cagliari | 2-0           | 26 mar.       |
| 19 nov.      | 1-4          | Roma-Juventus    | 1-1           | 25 mar.       |
| 20 nov.      | 2-0          | Sampdoria-Lazio  | 0-2           | 26 mar.       |
| 20 nov.      | 2-2          | Treviso-Palermo  | 0-1           | 26 mar.       |
| 19 nov.      | 1-0          | Udinese-Messina  | 1-1           | 26 mar.       |

| andata (11ª) | andata (11ª) | 11ª giornata      | ritorno (30ª) | ritorno (30ª) |
|              |              |                   |               |               |
| 6 nov.       | 0-2          | Ascoli-Fiorentina | 1-3           | 19 mar.       |
| 6 nov.       | 0-0          | Cagliari-Treviso  | 2-1           | 18 mar.       |
| 5 nov.       | 3-0          | Empoli-Reggina    | 2-0           | 19 mar.       |
| 6 nov.       | 3-0          | Juventus-Livorno  | 3-1           | 18 mar.       |
| 5 nov.       | 0-0          | Lazio-Inter       | 1-3           | 19 mar.       |
| 6 nov.       | 0-2          | Messina-Roma      | 1-2           | 19 mar.       |
| 6 nov.       | 5-1          | Milan-Udinese     | 4-0           | 19 mar.       |
| 6 nov.       | 2-0          | Parma-Lecce       | 2-1           | 19 mar.       |
| 6 nov.       | 0-2          | Palermo-Sampdoria | 2-0           | 19 mar.       |
| 6 nov.       | 0-1          | Siena-Chievo      | 1-4           | 19 mar.       |

| andata (12ª) | andata (12ª) | 12ª giornata     | ritorno (31ª) | ritorno (31ª) |
|              |              |                  |               |               |
| 20 nov.      | 1-1          | Chievo-Ascoli    | 2-2           | 26 mar.       |
| 20 nov.      | 3-1          | Fiorentina-Milan | 1-3           | 25 mar.       |
| 20 nov.      | 2-0          | Inter-Parma      | 0-1           | 25 mar.       |
| 20 nov.      | 3-0          | Lecce-Siena      | 2-1           | 26 mar.       |
| 20 nov.      | 2-0          | Livorno-Empoli   | 1-2           | 26 mar.       |
| 20 nov.      | 3-1          | Reggina-Cagliari | 2-0           | 26 mar.       |
| 19 nov.      | 1-4          | Roma-Juventus    | 1-1           | 25 mar.       |
| 20 nov.      | 2-0          | Sampdoria-Lazio  | 0-2           | 26 mar.       |
| 20 nov.      | 2-2          | Treviso-Palermo  | 0-1           | 26 mar.       |
| 19 nov.      | 1-0          | Udinese-Messina  | 1-1           | 26 mar.       |

| andata (13ª) | andata (13ª) | 13ª giornata       | ritorno (32ª) | ritorno (32ª) |
|              |              |                    |               |               |
| 27 nov.      | 1-1          | Ascoli-Palermo     | 1-1           | 2 apr.        |
| 27 nov.      | 2-0          | Cagliari-Sampdoria | 1-1           | 2 apr.        |
| 27 nov.      | 2-3          | Empoli-Lazio       | 3-3           | 2 apr.        |
| 27 nov.      | 3-1          | Juventus-Treviso   | 0-0           | 1° apr.       |
| 26 nov.      | 0-0          | Livorno-Chievo     | 1-2           | 1° apr.       |
| 27 nov.      | 1-2          | Messina-Inter      | 0-3           | 2 apr.        |
| 26 nov.      | 2-1          | Milan-Lecce        | 0-1           | 2 apr.        |
| 27 nov.      | 1-2          | Parma-Udinese      | 0-2           | 2 apr.        |
| 27 nov.      | 1-1          | Roma-Fiorentina    | 1-1           | 2 apr.        |
| 27 nov.      | 0-0          | Siena-Reggina      | 1-1           | 2 apr.        |

| andata (14ª) | andata (14ª) | 14ª giornata        | ritorno (33ª) | ritorno (33ª) |
|              |              |                     |               |               |
| 3 dic.       | 2-1          | Chievo-Milan        | 1-4           | 9 apr.        |
| 4 dic.       | 1-2          | Fiorentina-Juventus | 1-1           | 9 apr.        |
| 3 dic.       | 1-0          | Inter-Ascoli        | 2-1           | 8 apr.        |
| 4 dic.       | 3-2          | Lazio-Siena         | 3-2           | 9 apr.        |
| 4 dic.       | 2-2          | Lecce-Roma          | 1-3           | 9 apr.        |
| 4 dic.       | 2-2          | Palermo-Cagliari    | 1-1           | 9 apr.        |
| 4 dic.       | 2-1          | Reggina-Parma       | 0-4           | 9 apr.        |
| 4 dic.       | 2-0          | Sampdoria-Empoli    | 1-2           | 9 apr.        |
| 4 dic.       | 0-0          | Treviso-Messina     | 1-3           | 9 apr.        |
| 4 dic.       | 0-2          | Udinese-Livorno     | 2-0           | 8 apr.        |

| andata (13ª) | andata (13ª) | 13ª giornata       | ritorno (32ª) | ritorno (32ª) |
|              |              |                    |               |               |
| 27 nov.      | 1-1          | Ascoli-Palermo     | 1-1           | 2 apr.        |
| 27 nov.      | 2-0          | Cagliari-Sampdoria | 1-1           | 2 apr.        |
| 27 nov.      | 2-3          | Empoli-Lazio       | 3-3           | 2 apr.        |
| 27 nov.      | 3-1          | Juventus-Treviso   | 0-0           | 1° apr.       |
| 26 nov.      | 0-0          | Livorno-Chievo     | 1-2           | 1° apr.       |
| 27 nov.      | 1-2          | Messina-Inter      | 0-3           | 2 apr.        |
| 26 nov.      | 2-1          | Milan-Lecce        | 0-1           | 2 apr.        |
| 27 nov.      | 1-2          | Parma-Udinese      | 0-2           | 2 apr.        |
| 27 nov.      | 1-1          | Roma-Fiorentina    | 1-1           | 2 apr.        |
| 27 nov.      | 0-0          | Siena-Reggina      | 1-1           | 2 apr.        |

| andata (14ª) | andata (14ª) | 14ª giornata        | ritorno (33ª) | ritorno (33ª) |
|              |              |                     |               |               |
| 3 dic.       | 2-1          | Chievo-Milan        | 1-4           | 9 apr.        |
| 4 dic.       | 1-2          | Fiorentina-Juventus | 1-1           | 9 apr.        |
| 3 dic.       | 1-0          | Inter-Ascoli        | 2-1           | 8 apr.        |
| 4 dic.       | 3-2          | Lazio-Siena         | 3-2           | 9 apr.        |
| 4 dic.       | 2-2          | Lecce-Roma          | 1-3           | 9 apr.        |
| 4 dic.       | 2-2          | Palermo-Cagliari    | 1-1           | 9 apr.        |
| 4 dic.       | 2-1          | Reggina-Parma       | 0-4           | 9 apr.        |
| 4 dic.       | 2-0          | Sampdoria-Empoli    | 1-2           | 9 apr.        |
| 4 dic.       | 0-0          | Treviso-Messina     | 1-3           | 9 apr.        |
| 4 dic.       | 0-2          | Udinese-Livorno     | 2-0           | 8 apr.        |

| andata (15ª) | andata (15ª) | 15ª giornata       | ritorno (34ª) | ritorno (34ª) |
|              |              |                    |               |               |
| 11 dic.      | 1-1          | Ascoli-Reggina     | 0-2           | 15 apr.       |
| 10 dic.      | 1-0          | Fiorentina-Treviso | 3-1           | 15 apr.       |
| 11 dic.      | 3-2          | Inter-Milan        | 0-1           | 14 apr.       |
| 11 dic.      | 4-0          | Juventus-Cagliari  | 1-1           | 15 apr.       |
| 11 dic.      | 2-1          | Livorno-Lazio      | 1-3           | 15 apr.       |
| 11 dic.      | 2-0          | Messina-Chievo     | 0-2           | 15 apr.       |
| 11 dic.      | 1-1          | Parma-Sampdoria    | 2-1           | 15 apr.       |
| 11 dic.      | 1-2          | Roma-Palermo       | 3-3           | 15 apr.       |
| 10 dic.      | 1-0          | Siena-Empoli       | 1-2           | 15 apr.       |
| 11 dic.      | 1-2          | Udinese-Lecce      | 2-1           | 15 apr.       |

| andata (16ª) | andata (16ª) | 16ª giornata      | ritorno (35ª) | ritorno (35ª) |
|              |              |                   |               |               |
| 18 dic.      | 2-1          | Cagliari-Ascoli   | 2-2           | 22 apr.       |
| 18 dic.      | 2-0          | Chievo-Udinese    | 1-1           | 22 apr.       |
| 18 dic.      | 1-1          | Empoli-Fiorentina | 1-2           | 22 apr.       |
| 17 dic.      | 1-1          | Lazio-Juventus    | 1-1           | 22 apr.       |
| 18 dic.      | 4-0          | Milan-Messina     | 3-1           | 22 apr.       |
| 18 dic.      | 0-2          | Palermo-Livorno   | 1-3           | 22 apr.       |
| 18 dic.      | 0-4          | Reggina-Inter     | 0-4           | 22 apr.       |
| 18 dic.      | 1-1          | Sampdoria-Roma    | 0-0           | 22 apr.       |
| 18 dic.      | 2-2          | Siena-Parma       | 1-1           | 22 apr.       |
| 17 dic.      | 2-1          | Treviso-Lecce     | 1-1           | 22 apr.       |

| andata (15ª) | andata (15ª) | 15ª giornata       | ritorno (34ª) | ritorno (34ª) |
|              |              |                    |               |               |
| 11 dic.      | 1-1          | Ascoli-Reggina     | 0-2           | 15 apr.       |
| 10 dic.      | 1-0          | Fiorentina-Treviso | 3-1           | 15 apr.       |
| 11 dic.      | 3-2          | Inter-Milan        | 0-1           | 14 apr.       |
| 11 dic.      | 4-0          | Juventus-Cagliari  | 1-1           | 15 apr.       |
| 11 dic.      | 2-1          | Livorno-Lazio      | 1-3           | 15 apr.       |
| 11 dic.      | 2-0          | Messina-Chievo     | 0-2           | 15 apr.       |
| 11 dic.      | 1-1          | Parma-Sampdoria    | 2-1           | 15 apr.       |
| 11 dic.      | 1-2          | Roma-Palermo       | 3-3           | 15 apr.       |
| 10 dic.      | 1-0          | Siena-Empoli       | 1-2           | 15 apr.       |
| 11 dic.      | 1-2          | Udinese-Lecce      | 2-1           | 15 apr.       |

| andata (16ª) | andata (16ª) | 16ª giornata      | ritorno (35ª) | ritorno (35ª) |
|              |              |                   |               |               |
| 18 dic.      | 2-1          | Cagliari-Ascoli   | 2-2           | 22 apr.       |
| 18 dic.      | 2-0          | Chievo-Udinese    | 1-1           | 22 apr.       |
| 18 dic.      | 1-1          | Empoli-Fiorentina | 1-2           | 22 apr.       |
| 17 dic.      | 1-1          | Lazio-Juventus    | 1-1           | 22 apr.       |
| 18 dic.      | 4-0          | Milan-Messina     | 3-1           | 22 apr.       |
| 18 dic.      | 0-2          | Palermo-Livorno   | 1-3           | 22 apr.       |
| 18 dic.      | 0-4          | Reggina-Inter     | 0-4           | 22 apr.       |
| 18 dic.      | 1-1          | Sampdoria-Roma    | 0-0           | 22 apr.       |
| 18 dic.      | 2-2          | Siena-Parma       | 1-1           | 22 apr.       |
| 17 dic.      | 2-1          | Treviso-Lecce     | 1-1           | 22 apr.       |

| andata (17ª) | andata (17ª) | 17ª giornata       | ritorno (36ª) | ritorno (36ª) |
|              |              |                    |               |               |
| 21 dic.      | 1-0          | Ascoli-Treviso     | 2-2           | 30 apr.       |
| 21 dic.      | 1-0          | Fiorentina-Palermo | 0-1           | 30 apr.       |
| 21 dic.      | 4-1          | Inter-Empoli       | 0-1           | 30 apr.       |
| 21 dic.      | 2-0          | Juventus-Siena     | 3-0           | 30 apr.       |
| 21 dic.      | 0-0          | Lecce-Lazio        | 0-1           | 30 apr.       |
| 21 dic.      | 0-3          | Livorno-Milan      | 0-2           | 30 apr.       |
| 21 dic.      | 1-1          | Messina-Reggina    | 0-3           | 30 apr.       |
| 21 dic.      | 1-0          | Parma-Cagliari     | 1-3           | 30 apr.       |
| 21 dic.      | 4-0          | Roma-Chievo        | 4-4           | 30 apr.       |
| 21 dic.      | 2-0          | Udinese-Sampdoria  | 1-1           | 30 apr.       |

| andata (18ª) | andata (18ª) | 18ª giornata       | ritorno (37ª) | ritorno (37ª) |  |
|              |              |                    |               |               |  |
| 8 gen.       | 2-1          | Cagliari-Udinese   | 0-2           | 7 mag.        |  |
| 8 gen.       | 3-1          | Chievo-Lecce       | 0-0           | 7 mag.        |  |
| 8 gen.       | 1-3          | Empoli-Messina     | 3-0           | 7 mag.        |  |
| 8 gen.       | 4-1          | Lazio-Ascoli       | 4-1           | 7 mag.        |  |
| 8 gen.       | 4-3          | Milan-Parma        | 3-2           | 7 mag.        |  |
| 7 gen.       | 1-2          | Palermo-Juventus   | 1-2           | 7 mag.        |  |
| 7 gen.       | 1-1          | Reggina-Fiorentina | 2-5           | 7 mag.        |  |
| 8 gen.       | 0-2          | Sampdoria-Livorno  | 0-0           | 7 mag.        |  |
| 8 gen.       | 0-0          | Siena-Inter        | 1-1           | 7 mag.        |  |
| 8 gen.       | 0-1          | Treviso-Roma       | 0-1           | 7 mag.        |  |

| andata (17ª) | andata (17ª) | 17ª giornata       | ritorno (36ª) | ritorno (36ª) |
|              |              |                    |               |               |
| 21 dic.      | 1-0          | Ascoli-Treviso     | 2-2           | 30 apr.       |
| 21 dic.      | 1-0          | Fiorentina-Palermo | 0-1           | 30 apr.       |
| 21 dic.      | 4-1          | Inter-Empoli       | 0-1           | 30 apr.       |
| 21 dic.      | 2-0          | Juventus-Siena     | 3-0           | 30 apr.       |
| 21 dic.      | 0-0          | Lecce-Lazio        | 0-1           | 30 apr.       |
| 21 dic.      | 0-3          | Livorno-Milan      | 0-2           | 30 apr.       |
| 21 dic.      | 1-1          | Messina-Reggina    | 0-3           | 30 apr.       |
| 21 dic.      | 1-0          | Parma-Cagliari     | 1-3           | 30 apr.       |
| 21 dic.      | 4-0          | Roma-Chievo        | 4-4           | 30 apr.       |
| 21 dic.      | 2-0          | Udinese-Sampdoria  | 1-1           | 30 apr.       |

| andata (18ª) | andata (18ª) | 18ª giornata       | ritorno (37ª) | ritorno (37ª) |  |
|              |              |                    |               |               |  |
| 8 gen.       | 2-1          | Cagliari-Udinese   | 0-2           | 7 mag.        |  |
| 8 gen.       | 3-1          | Chievo-Lecce       | 0-0           | 7 mag.        |  |
| 8 gen.       | 1-3          | Empoli-Messina     | 3-0           | 7 mag.        |  |
| 8 gen.       | 4-1          | Lazio-Ascoli       | 4-1           | 7 mag.        |  |
| 8 gen.       | 4-3          | Milan-Parma        | 3-2           | 7 mag.        |  |
| 7 gen.       | 1-2          | Palermo-Juventus   | 1-2           | 7 mag.        |  |
| 7 gen.       | 1-1          | Reggina-Fiorentina | 2-5           | 7 mag.        |  |
| 8 gen.       | 0-2          | Sampdoria-Livorno  | 0-0           | 7 mag.        |  |
| 8 gen.       | 0-0          | Siena-Inter        | 1-1           | 7 mag.        |  |
| 8 gen.       | 0-1          | Treviso-Roma       | 0-1           | 7 mag.        |  |

| \| andata (19ª) \| andata (19ª) \| 19ª giornata \| ritorno (38ª) \| ritorno (38ª) \| \| \| \| \| \| \| \| 15 gen. \| 3-1 \| Ascoli-Empoli \| 2-1 \| 14 mag. \| \| 15 gen. \| 2-1 \| [101] Fiorentina-Chievo \| 2-0 \| 14 mag. \| \| 15 gen. \| 3-2 \| Inter-Cagliari \| 2-2 \| 14 mag. \| \| 15 gen. \| 1-0 \| Juventus-Reggina[102] \| 2-0 \| 14 mag. \| \| 14 gen. \| 0-3 \| Lecce-Sampdoria \| 3-1 \| 14 mag. \| \| 15 gen. \| 2-2 \| Livorno-Siena \| 0-0 \| 14 mag. \| \| 14 gen. \| 0-0 \| Messina-Palermo \| 0-1 \| 14 mag. \| \| 15 gen. \| 1-1 \| Parma-Lazio \| 0-1 \| 14 mag. \| \| 15 gen. \| 1-0 \| Roma-Milan \| 1-2 \| 14 mag. \| \| 15 gen. \| 2-2 \| Udinese-Treviso \| 1-2 \| 14 mag. \| |              |                   |               |               |
| andata (19ª) | andata (19ª) | 19ª giornata      | ritorno (38ª) | ritorno (38ª) |
| |              |                   |               |               |
| 15 gen. | 3-1          | Ascoli-Empoli     | 2-1           | 14 mag.       |
| 15 gen. | 2-1          | Fiorentina-Chievo | 2-0           | 14 mag.       |
| 15 gen. | 3-2          | Inter-Cagliari    | 2-2           | 14 mag.       |
| 15 gen. | 1-0          | Juventus-Reggina  | 2-0           | 14 mag.       |
| 14 gen. | 0-3          | Lecce-Sampdoria   | 3-1           | 14 mag.       |
| 15 gen. | 2-2          | Livorno-Siena     | 0-0           | 14 mag.       |
| 14 gen. | 0-0          | Messina-Palermo   | 0-1           | 14 mag.       |
| 15 gen. | 1-1          | Parma-Lazio       | 0-1           | 14 mag.       |
| 15 gen. | 1-0          | Roma-Milan        | 1-2           | 14 mag.       |
| 15 gen. | 2-2          | Udinese-Treviso   | 1-2           | 14 mag.       |

| andata (19ª) | andata (19ª) | 19ª giornata      | ritorno (38ª) | ritorno (38ª) |
|              |              |                   |               |               |
| 15 gen.      | 3-1          | Ascoli-Empoli     | 2-1           | 14 mag.       |
| 15 gen.      | 2-1          | Fiorentina-Chievo | 2-0           | 14 mag.       |
| 15 gen.      | 3-2          | Inter-Cagliari    | 2-2           | 14 mag.       |
| 15 gen.      | 1-0          | Juventus-Reggina  | 2-0           | 14 mag.       |
| 14 gen.      | 0-3          | Lecce-Sampdoria   | 3-1           | 14 mag.       |
| 15 gen.      | 2-2          | Livorno-Siena     | 0-0           | 14 mag.       |
| 14 gen.      | 0-0          | Messina-Palermo   | 0-1           | 14 mag.       |
| 15 gen.      | 1-1          | Parma-Lazio       | 0-1           | 14 mag.       |
| 15 gen.      | 1-0          | Roma-Milan        | 1-2           | 14 mag.       |
| 15 gen.      | 2-2          | Udinese-Treviso   | 1-2           | 14 mag.       |

## Statistiche

### Squadre

#### Capoliste solitarie
|    | —— | ——       | —— | —— | —— | —— | —— | —— | ——  | ——  | ——  | ——  | ——  | ——  | ——  | ——  | ——  | ——  | ——  | ——  | ——  | ——  | ——  | ——  | ——  | ——  | ——  | ——  | ——  | ——  | ——  | ——  | ——  | ——  | ——  | ——  | ——  | —— |  |
|    |    | Juventus |    |    |    |    |    |    |     |     |     |     |     |     |     |     |     |     |     |     |     |     |     |     |     |     |     |     |     |     |     |     |     |     |     |     |     |    |  |
|    |    |          |    |    |    |    |    |    |     |     |     |     |     |     |     |     |     |     |     |     |     |     |     |     |     |     |     |     |     |     |     |     |     |     |     |     |     |    |  |
|    |    |          |    |    |    |    |    |    |     |     |     |     |     |     |     |     |     |     |     |     |     |     |     |     |     |     |     |     |     |     |     |     |     |     |     |     |     |    |  |
| 1ª | 2ª | 3ª       | 4ª | 5ª | 6ª | 7ª | 8ª | 9ª | 10ª | 11ª | 12ª | 13ª | 14ª | 15ª | 16ª | 17ª | 18ª | 19ª | 20ª | 21ª | 22ª | 23ª | 24ª | 25ª | 26ª | 27ª | 28ª | 29ª | 30ª | 31ª | 32ª | 33ª | 34ª | 35ª | 36ª | 37ª | 38ª |    |  |

#### Classifica in divenire
|            | 1ª | 2ª | 3ª | 4ª | 5ª | 6ª | 7ª | 8ª | 9ª | 10ª | 11ª | 12ª | 13ª | 14ª | 15ª | 16ª | 17ª | 18ª | 19ª | 20ª | 21ª | 22ª | 23ª | 24ª | 25ª | 26ª | 27ª | 28ª | 29ª | 30ª | 31ª | 32ª | 33ª | 34ª | 35ª | 36ª | 37ª | 38ª |
|            |    |    |    |    |    |    |    |    |    |     |     |     |     |     |     |     |     |     |     |     |     |     |     |     |     |     |     |     |     |     |     |     |     |     |     |     |     |     |
| ---------- | -- | -- | -- | -- | -- | -- | -- | -- | -- | --- | --- | --- | --- | --- | --- | --- | --- | --- | --- | --- | --- | --- | --- | --- | --- | --- | --- | --- | --- | --- | --- | --- | --- | --- | --- | --- | --- | --- |
| Ascoli     | 1  | 2  | 2  | 3  | 3  | 6  | 9  | 10 | 11 | 11  | 11  | 12  | 13  | 13  | 14  | 14  | 17  | 17  | 20  | 20  | 23  | 23  | 24  | 25  | 26  | 29  | 32  | 33  | 36  | 36  | 37  | 38  | 38  | 38  | 39  | 40  | 40  | 43  |
| Cagliari   | 0  | 1  | 2  | 2  | 3  | 3  | 3  | 3  | 4  | 4   | 5   | 5   | 8   | 9   | 9   | 12  | 12  | 15  | 15  | 18  | 19  | 19  | 22  | 22  | 23  | 23  | 24  | 27  | 28  | 31  | 31  | 32  | 33  | 34  | 35  | 38  | 38  | 39  |
| Chievo     | 0  | 3  | 6  | 6  | 9  | 10 | 11 | 14 | 15 | 16  | 19  | 20  | 21  | 24  | 24  | 27  | 27  | 30  | 30  | 31  | 31  | 34  | 34  | 35  | 38  | 39  | 40  | 41  | 41  | 44  | 45  | 48  | 48  | 51  | 52  | 53  | 54  | 54  |
| Empoli     | 0  | 0  | 0  | 3  | 6  | 7  | 10 | 13 | 13 | 14  | 17  | 17  | 17  | 17  | 17  | 18  | 18  | 18  | 18  | 19  | 19  | 19  | 19  | 22  | 22  | 22  | 23  | 23  | 26  | 29  | 32  | 33  | 36  | 39  | 39  | 42  | 45  | 45  |
| Fiorentina | 3  | 4  | 7  | 10 | 10 | 13 | 13 | 16 | 19 | 22  | 25  | 28  | 29  | 29  | 32  | 33  | 36  | 37  | 40  | 40  | 43  | 44  | 47  | 50  | 50  | 50  | 53  | 56  | 57  | 60  | 60  | 61  | 62  | 65  | 68  | 68  | 71  | 74  |
| Inter      | 3  | 3  | 6  | 9  | 12 | 12 | 15 | 18 | 18 | 19  | 20  | 23  | 26  | 29  | 32  | 35  | 38  | 39  | 42  | 45  | 48  | 51  | 54  | 54  | 54  | 55  | 58  | 59  | 62  | 65  | 65  | 68  | 71  | 71  | 74  | 74  | 75  | 76  |
| Juventus   | 3  | 6  | 9  | 12 | 15 | 18 | 21 | 24 | 27 | 27  | 30  | 33  | 36  | 39  | 42  | 43  | 46  | 49  | 52  | 53  | 56  | 59  | 62  | 63  | 66  | 67  | 70  | 73  | 74  | 77  | 78  | 79  | 80  | 81  | 82  | 85  | 88  | 91  |
| Lazio      | 3  | 4  | 7  | 7  | 10 | 10 | 13 | 14 | 15 | 15  | 16  | 16  | 19  | 22  | 22  | 23  | 24  | 27  | 28  | 29  | 30  | 33  | 34  | 34  | 35  | 38  | 38  | 39  | 42  | 42  | 45  | 46  | 49  | 52  | 53  | 56  | 59  | 62  |
| Lecce      | 0  | 1  | 1  | 1  | 1  | 4  | 4  | 4  | 4  | 4   | 4   | 7   | 7   | 8   | 11  | 11  | 12  | 12  | 12  | 13  | 13  | 13  | 13  | 13  | 14  | 15  | 15  | 18  | 18  | 18  | 21  | 24  | 24  | 24  | 25  | 25  | 26  | 29  |
| Livorno    | 3  | 6  | 7  | 8  | 11 | 11 | 11 | 14 | 15 | 18  | 18  | 21  | 22  | 25  | 28  | 31  | 31  | 34  | 35  | 36  | 37  | 37  | 38  | 39  | 42  | 43  | 44  | 44  | 44  | 44  | 44  | 44  | 44  | 44  | 47  | 47  | 48  | 49  |
| Messina    | 0  | 1  | 2  | 3  | 3  | 3  | 3  | 4  | 5  | 8   | 8   | 8   | 8   | 9   | 12  | 12  | 13  | 16  | 17  | 18  | 18  | 21  | 22  | 23  | 23  | 24  | 24  | 24  | 27  | 27  | 28  | 28  | 31  | 31  | 31  | 31  | 31  | 31  |
| Milan      | 1  | 4  | 4  | 7  | 10 | 13 | 16 | 19 | 22 | 25  | 28  | 28  | 31  | 31  | 31  | 34  | 37  | 40  | 40  | 43  | 46  | 47  | 48  | 51  | 54  | 57  | 60  | 63  | 64  | 67  | 70  | 70  | 73  | 76  | 79  | 82  | 85  | 88  |
| Palermo    | 1  | 4  | 7  | 10 | 10 | 11 | 12 | 12 | 15 | 16  | 16  | 17  | 18  | 19  | 22  | 22  | 22  | 22  | 23  | 26  | 26  | 26  | 27  | 30  | 33  | 34  | 34  | 34  | 37  | 40  | 43  | 44  | 45  | 46  | 46  | 49  | 49  | 52  |
| Parma      | 1  | 1  | 4  | 4  | 4  | 4  | 5  | 5  | 6  | 6   | 9   | 9   | 9   | 9   | 10  | 11  | 14  | 14  | 15  | 15  | 18  | 21  | 21  | 22  | 23  | 26  | 26  | 29  | 32  | 35  | 38  | 38  | 41  | 44  | 45  | 45  | 45  | 45  |
| Reggina    | 0  | 0  | 0  | 0  | 3  | 3  | 6  | 6  | 6  | 9   | 9   | 12  | 13  | 16  | 17  | 17  | 18  | 19  | 19  | 19  | 22  | 22  | 23  | 26  | 26  | 27  | 28  | 31  | 31  | 31  | 34  | 35  | 35  | 38  | 38  | 41  | 41  | 41  |
| Roma       | 3  | 3  | 4  | 7  | 8  | 8  | 8  | 9  | 12 | 15  | 18  | 18  | 19  | 20  | 20  | 21  | 24  | 27  | 30  | 33  | 36  | 39  | 42  | 45  | 48  | 51  | 54  | 55  | 55  | 58  | 59  | 60  | 63  | 64  | 65  | 66  | 69  | 69  |
| Sampdoria  | 0  | 3  | 6  | 9  | 9  | 12 | 12 | 13 | 13 | 14  | 17  | 20  | 20  | 23  | 24  | 25  | 25  | 25  | 28  | 31  | 31  | 32  | 33  | 34  | 37  | 37  | 37  | 37  | 37  | 37  | 37  | 38  | 38  | 38  | 39  | 40  | 41  | 41  |
| Siena      | 3  | 3  | 3  | 4  | 7  | 10 | 10 | 11 | 11 | 14  | 14  | 14  | 15  | 15  | 18  | 19  | 19  | 20  | 21  | 21  | 21  | 24  | 25  | 26  | 26  | 29  | 32  | 32  | 35  | 35  | 35  | 36  | 36  | 36  | 37  | 37  | 38  | 39  |
| Treviso    | 0  | 0  | 0  | 0  | 0  | 1  | 2  | 2  | 5  | 5   | 6   | 7   | 7   | 8   | 8   | 11  | 11  | 11  | 12  | 12  | 13  | 13  | 14  | 14  | 14  | 14  | 15  | 15  | 15  | 15  | 15  | 16  | 16  | 16  | 17  | 18  | 18  | 21  |
| Udinese    | 3  | 6  | 6  | 6  | 6  | 9  | 12 | 12 | 13 | 14  | 14  | 17  | 20  | 20  | 20  | 20  | 23  | 23  | 24  | 25  | 25  | 26  | 26  | 26  | 27  | 27  | 27  | 28  | 28  | 28  | 29  | 32  | 35  | 38  | 39  | 40  | 43  | 43  |

#### Primati stagionali
- Maggior numero di partite vinte: Milan (28)
- Minor numero di partite perse: Juventus (1)
- Maggior numero di pareggi: Ascoli (16)
- Minor numero di partite vinte: Treviso (3)
- Maggior numero di partite perse: Lecce, Treviso (23)
- Minor numero di pareggi: Milan (4)
- Miglior attacco: Milan (85 gol fatti)
- Peggior attacco: Treviso (24 gol fatti)
- Miglior difesa: Juventus (24 gol subiti)
- Peggior difesa: Reggina (65 gol subiti)
- Miglior differenza reti: Milan (+54)
- Peggior differenza reti: Treviso (−32)
- Partita con più reti segnate: Chievo - Roma 4-4 (8)
- Partita con il maggiore scarto di reti: Inter - Livorno 5-0, Milan - Treviso 5-0 (5)

### Individuali

#### Classifica marcatori
| Gol | Rigori |  | Giocatore            | Squadra    |
| --- | ------ |  | -------------------- | ---------- |
| 31  | 2      |  | Luca Toni            | Fiorentina |
| 23  |        |  | David Trezeguet      | Juventus   |
| 22  | 5      |  | David Suazo          | Cagliari   |
| 19  | 4      |  | Cristiano Lucarelli  | Livorno    |
| 19  | 4      |  | Francesco Tavano     | Empoli     |
| 19  | 5      |  | Andrij Ševčenko      | Milan      |
| 17  | 1      |  | Alberto Gilardino    | Milan      |
| 16  |        |  | Tommaso Rocchi       | Lazio      |
| 15  | 3      |  | Julio Ricardo Cruz   | Inter      |
| 15  | 6      |  | Francesco Totti      | Roma       |
| 14  | 3      |  | Kaká                 | Milan      |
| 13  | 2      |  | Adriano              | Inter      |
| 13  | 2      |  | Sergio Pellissier    | Chievo     |
| 13  | 3      |  | Arturo Di Napoli     | Messina    |
| 12  |        |  | Filippo Inzaghi      | Milan      |
| 12  | 2      |  | Alessandro Del Piero | Juventus   |
| 12  | 3      |  | Mancini              | Roma       |

### Media spettatori
Media spettatori della Serie A 2005-2006: 22476.
NB: il Cagliari non comunica dati ufficiali sugli spettatori
| Club       | Pos. | Media | Max.  | Totale  | Abbonamenti |
| ---------- | ---- | ----- | ----- | ------- | ----------- |
| Milan      | 1    | 59993 | 79706 | 1139866 | 50448       |
| Inter      | 2    | 51371 | 78606 | 976046  | 41744       |
| Roma       | 3    | 41933 | 68816 | 754789  | 26641       |
| Fiorentina | 4    | 33044 | 43950 | 627842  | 24066       |
| Juventus   | 5    | 30469 | 56488 | 578906  | 23039       |
| Palermo    | 6    | 27924 | 33149 | 530554  | 24870       |
| Lazio      | 7    | 27872 | 60040 | 529570  | 18640       |
| Sampdoria  | 8    | 22688 | 35369 | 431076  | 19165       |
| Messina    | 9    | 20975 | 30550 | 398519  | 16566       |
| Udinese    | 10   | 16447 | 21596 | 312488  | 14991       |
| Parma      | 11   | 14372 | 23116 | 273077  | 10639       |
| Reggina    | 12   | 12552 | 14000 | 238489  | 8900        |
| Lecce      | 13   | 12495 | 24941 | 237409  | 8603        |
| Livorno    | 14   | 12489 | 16304 | 237300  | 9162        |
| Ascoli     | 15   | 12466 | 22919 | 211924  | 6699        |
| Siena      | 16   | 8724  | 15007 | 165757  | 5977        |
| Chievo     | 17   | 8509  | 26289 | 163190  | 4016        |
| Empoli     | 18   | 6725  | 13454 | 127773  | 4557        |
| Treviso    | 19   | 5885  | 17389 | 111808  | 2749        |